# Étais-la-Sauvin
Étais-la-Sauvin är en kommun i departementet Yonne i regionen Bourgogne-Franche-Comté i norra Frankrike. Kommunen ligger i kantonen Coulanges-sur-Yonne som tillhör arrondissementet Auxerre. År 2022 hade Étais-la-Sauvin 629 invånare.

## Befolkningsutveckling
Antalet invånare i kommunen Étais-la-Sauvin
| Referens: INSEE |